# Dalea revoluta
Dalea revoluta är en ärtväxtart som beskrevs av Sereno Watson. Dalea revoluta ingår i släktet Dalea, och familjen ärtväxter. Inga underarter finns listade i Catalogue of Life.